# Bitectiporidae
Bitectiporidae is een familie uit van de orde Cheilostomatida uit de klasse van de Gymnolaemata en de stam mosdiertjes.

## Geslachten
- Bitectipora MacGillivray, 1895
- Caesiopora Gordon, 2014
- Cribella Jullien, 1903
- Galiciapora Souto, Berning & Ostrovsky, 2016
- Hippomonavella Canu & Bassler in Bassler, 1934
- Hippoporina Neviani, 1895
- Hippothyris Osburn, 1952
- Kermadecazoon Tilbrook, 2006
- Metroperiella Canu & Bassler, 1917
- Neodakaria Soule, Soule & Chaney, 1995
- Nigrapercula Tilbrook, 2006
- Parkermavella Gordon & d'Hondt, 1997
- Pentapora Fischer, 1807
- Placidoporella Souto, Berning & Ostrovsky, 2016
- Schizomavella Canu & Bassler, 1917
- Schizosmittina Vigneaux, 1949
- Suhius Min, Seo, Grischenko & Gordon, 2017